# Caleta San Nicolás
Die Caleta San Nicolás ist eine kleine Bucht an der Südküste der zum Grahamland gehörenden Trinity-Halbinsel im Norden der Antarktischen Halbinsel. Sie liegt östlich des Striped Hill und nördlich der Botany Bay und des Camp Hill. 
Argentinische Wissenschaftler benannten sie. Der weitere Benennungshintergrund ist nicht überliefert.